# Euophrys frontalis
Euophrys frontalis là một loài nhện trong họ Salticidae. Loài này phân bố ở vùng Cổ Bắc giới. Con cái dài 3–4 mm còn con đực dài 2–3 mm.